# Serviceforbundet
 Der er for få eller ingen kildehenvisninger i denne artikel, hvilket er et problem. Du kan hjælpe ved at angive troværdige kilder til de påstande, som fremføres i artiklen.

Serviceforbundet er et dansk fagforbund, som er medlem af FH.
Serviceforbundet består af 18 fagforeninger, som tilsammen har cirka 14.000 medlemmer.
De 18 fagforeninger er selvstændige fagforeninger med egen identitet, direkte kontakt med medlemmerne, overenskomst og formue.
I 2025 er disse fagforeninger en del af Serviceforbundet:
- Fysioterapeuternes Fagforening
- Kriminalforsorgsforeningen
- Urmagerne og optikerne
- Vagt- og Sikkerhedsfunktionærernes Fagforening (VSL)
- Dansk Frisør & Kosmetikerforbund (DFKF)
- Forbundet af Kirke- og Kirkegårdsansatte (FAKK)
- Danmarks Kirketjenerforening
- Veterinærsygeplejerskernes Fagforening
- Faglig Puls
- Landbrugs- og Tilsynsfunktionærernes Fagforening
- Raffinaderiteknikernes Fagforening
- Bankbetjentene
- Tandteknikerforeningen
- Faglig afdeling for Ejendomsinspektører
- DMP
- Søfartens Ledere
- Danske Bandagister – FAL
- Viften

Serviceforbundet har hovedkontor på Ramsingsvej 30, 2500 Valby.
Ved Serviceforbundets 29. kongres i oktober 2017 blev John Nielsen valgt som forbundsformand, og det er han stadig i 2025.
Serviceforbundet har kongres hver 4. år. Næste kongres er i efteråret 2025.
Serviceforbundet drev tidligere Funktionærernes og Servicefagenes A-kasse. Den første januar 2017 fusionerede a-kassen med Min A-kasse, som Serviceforbundet i dag samarbejder med.

## Hovedbestyrelsen
Hovedbestyrelsen består af repræsentanter fra fagforeningerne, samt forbundsformand og 2 næstformænd.
En fagforening kan have flere bestyrelsesmedlemmer, men dog højst være repræsenteret med 25 procent medlemmer i Hovedbestyrelsen.
Når en ny fagforening ønsker optagelse i Serviceforbundet, er det Hovedbestyrelsen, der tager beslutningen.

## Historie
Serviceforbundet blev stiftet den 8. oktober 1911. Dengang hed det Forsikringsfunktionærernes Forbund, i de efterfølgende år sluttede flere faggrupper sig til forbundet og man valgte at skifte navn til Dansk Funktionærforbund. 
Ved kongressen i 2009 skiftes navnet det Serviceforbundet, som det hedder i dag.
Serviceforbundet var medlem af Landsorganisationen (LO).
Siden d. 1. januar 2019 er Serviceforbundet medlem af Fagbevægelsens Hovedorganisation (FH).